# Szczasniwka (obwód chmielnicki)
Szczasniwka (ukr. Щаснівка) – wieś na Ukrainie, w obwodzie chmielnickim, w rejonie chmielnickim, w hromadzie Wołoczyska. W 2001 roku liczyła 818 mieszkańców.
Leży nad Zbruczem, naprzeciw Szczasnówki w obwodzie tarnopolskim, która w latach międzywojennych należała do II RP.